# Heracleum peshmeniana
Heracleum peshmeniana är en flockblommig växtart som beskrevs av Ekim. Heracleum peshmeniana ingår i släktet lokor, och familjen flockblommiga växter. Inga underarter finns listade i Catalogue of Life.